# Лагарваши
Лагарваши (груз. ლაღარვაში) — село в Грузии, на территории Лентехского муниципалитета края (мхаре) Рача-Лечхуми и Нижняя Сванетия.

## География
Село находится в северной части Грузии, на правом берегу реки Цхенисцкали, на расстоянии приблизительно 9 километров (по прямой) к юго-востоку от посёлка городского типа Лентехи, административного центра муниципалитета. Абсолютная высота — 742 метра над уровнем моря.

## Население
По результатам официальной переписи населения 2014 года, в Лагарваши проживало 9 человек (2 мужчины и 7 женщин). В национальной структуре населения грузины составляли 100 %.
| Год  | Население, человек |
| ---- | ------------------ |
| 2002 | 25                 |
| 2014 | ↘ 9                |